# لطف‌الله بن مسعود
لطف‌الله بن مسعود (۷۶۱–۷۶۲ ق) دهمین امیر سربداران است که به یاری حسن دامغانی و نصرالله باشتینی به قدرت رسید و مردم سبزوار، از رهبری‌اش استقبال کردند و به وی تبریک گفتند. پس از چندی میان لطف‌الله و حسن دامغانی اختلاف افتاد و دامغانی موفق شد لطف‌الله را دستگیر کند و در قلعه مستجردان به قتل برساند.